# GENTO YOKOHAMA
GENTO YOKOHAMA（ゲント ヨコハマ）は、神奈川県横浜市西区みなとみらいにかつて存在した総合エンターテインメント施設。土地の貸し出しによる暫定施設として2004年（平成16年）11月25日に開業後、約10年が経過した2015年（平成27年）1月25日に営業を終了している（後節参照）。

## 概要
2004年2月に設置されたみなとみらい線の新高島駅は当施設の開業まで周辺一帯が空き地となっていたが、駅南東側のみなとみらい地区53街区における複合エンターテインメント施設として同年11月25日にグランドオープンを迎えた。
当施設はシネマコンプレックス「109シネマズMM横浜」およびタイトーが運営するアミューズメント施設「横濱はじめて物語」からなるシネマコンプレックス・アミューズメント棟（建物全体は東急不動産および三菱地所が共同運営）、TBSテレビ（旧：東京放送）が運営するライブハウス「横浜BLITZ」（同年11月14日オープン）、テイクアンドギヴ・ニーズが運営する結婚式場（ハウスウェディング）「ベイサイド迎賓館・ベイサイドガーデンクラブ」（同年10月2日オープン）の3つのエリア（建物）から構成されていた。
なお、施設名の「GENTO」（ゲント）は、“GENKI”（元気）な“ENTERTAINMENT”（エンターテインメント）の“OASIS”（オアシス）を意味する造語である。

### 施設の閉鎖へ
当施設は恒久施設ではなく土地の貸し出しによる暫定施設であり、借用期間は開業より約10年間となる2015年6月までを予定していた。近年は暫定施設の10年ルールが緩和されており、契約期間終了時期の経済状況などによっては数年程度延長される可能性もあったが、2015年1月25日にシネマコンプレックス・アミューズメント棟の「109シネマズMM横浜」と「横濱はじめて物語」が営業を終了。さらに、結婚式場の「ベイサイド迎賓館・ベイサイドガーデンクラブ」も6日後の1月31日には営業を終了しており、これを以て当施設全体が閉鎖となった（敷地内通路は2月2日に閉鎖）。なお、ライブハウス「横浜BLITZ」はこれらの施設よりも早く契約期間終了まで約1年を残した2013年10月14日に最終公演（クレイジーケンバンドが出演）を迎え、閉鎖されている。
閉鎖後の土地利用については後節を参照のこと
営業終了に向けた特別なイベント・クロージング作品
営業終了が近づくと、「FINAL GENTO」と題して様々なイベントやセールなどを実施。最終日には当施設の正面入口で「スチールパンオーケストララストライブ」も開催された。一方、施設内の109シネマズMM横浜でも1月17日〜最終日まで「Memorial Movies 横浜」として、スタッフのセレクトによる16作品がリバイバル上映（鑑賞料金：1作品500円）された。また同映画館のクロージング作品（最終上映作品）としては、閉館の前日（1月24日）より上映が開始された『ANNIE/アニー』で幕を閉じている。

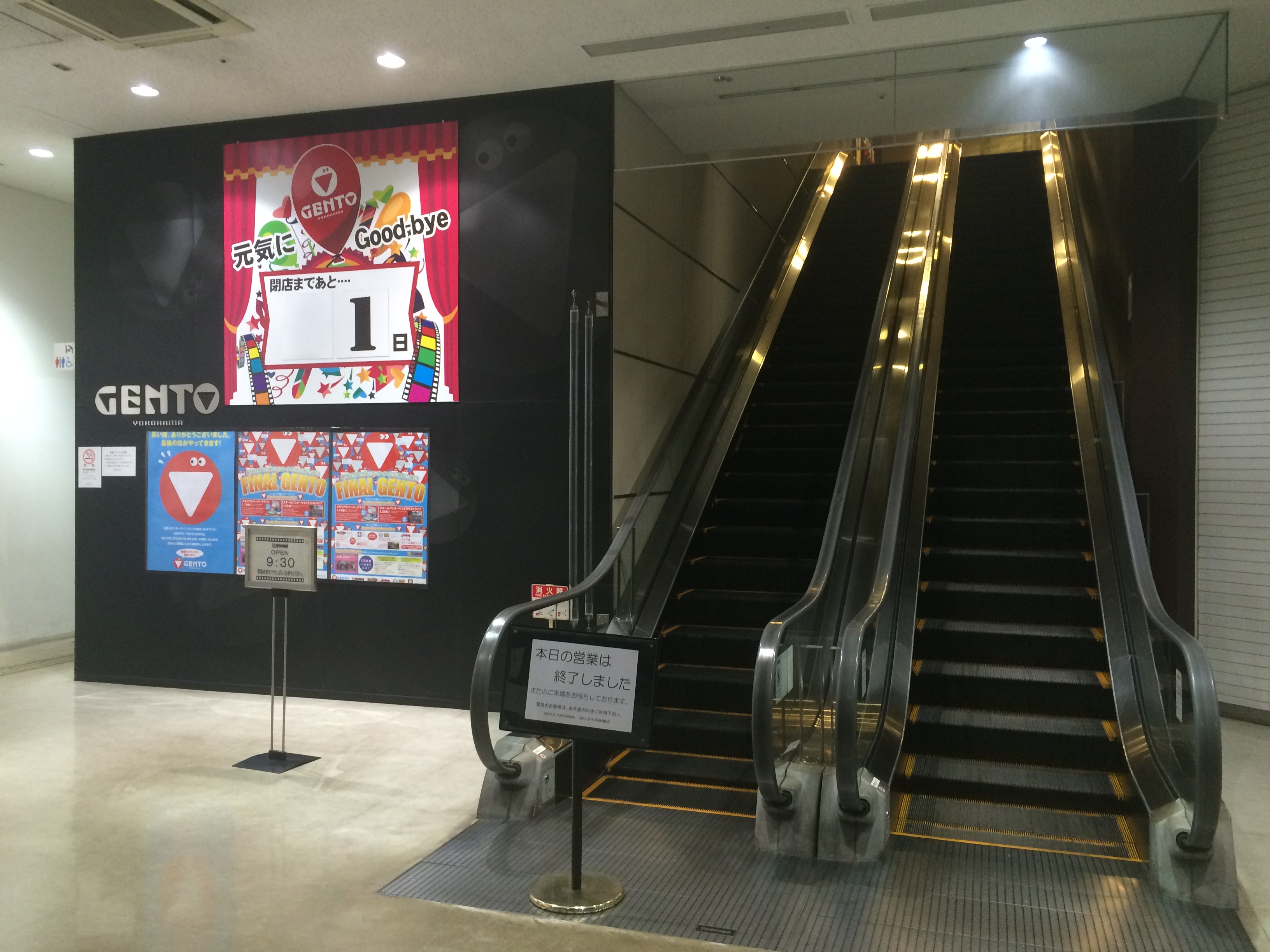
閉館日までのカウントダウンボード、閉館前日（2015年1月24日）撮影
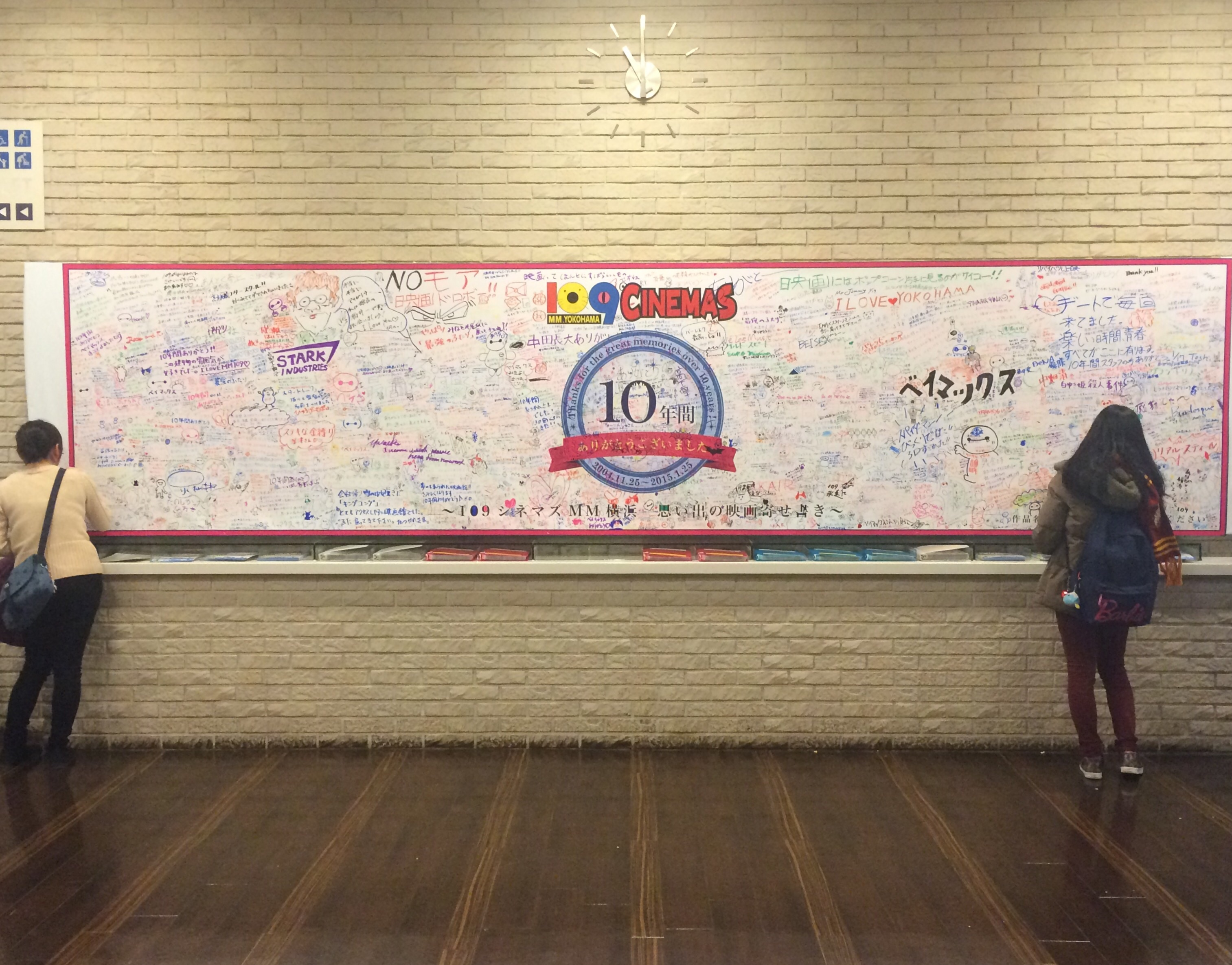
109シネマズのお別れメッセージボード、来場者が自由に記入できた

## 施設
以下は営業当時の入居施設・テナントである。当施設の閉館に伴い、現在では全てのテナントが営業を終了（閉店）している。

### メイン施設
- 109シネマズMM横浜[14]（シネマコンプレックス、11スクリーン、全2210席） - 2015年1月25日閉鎖
  - 4階ロビーのコンセッションに「ハーゲンダッツ 109シネマズMM横浜店」（アイスクリーム・ショップ）を併設。ハーゲンダッツの日本での店頭事業から撤退方針もあって2012年12月26日に閉店[15]し、替わりに「ブルーシールショップ」が入った[16]。
- 横濱はじめて物語[17]（アミューズメント・レトロテーマパーク） - 2015年1月25日閉鎖
  - 「洋食高島亭」「ミルクホール」「ビアホール」をフードコート形式で併設。
- ベイサイド迎賓館・ベイサイドガーデンクラブ（結婚式場） - 2015年1月31日閉鎖、移転先として約1年後の2016年3月に開業した同地区4街区の商業施設「MARINE & WALK YOKOHAMA」内にウェディングゲストハウス「BAYSIDE GEIHINKAN VERANDA minatomirai （ベイサイド ゲイヒンカン ヴェランダ ミナトミライ）」をオープンしている[8][18][19]。
- 横浜BLITZ[20]（ライブハウス） - 2013年10月14日閉鎖

### その他のテナント
各テナントの詳細は公式サイト内にあった「ショップ&レストラン」のアーカイブも参照。

#### 当施設開業時のテナント
- YOGEN FRUZ（ヨーゲンフルーツ）（英語版）（フローズン・デザート・ショップ）[21] - 2007年閉店
- ハンプティー・ダンプティー 横浜みなとみらい店（生活雑貨） - 2015年1月12日閉店
- ジョナサン ゲント横浜店（ファミリーレストラン） - 2015年1月25日閉店
- Blenz coffee GENTO YOKOHAMA みなとみらい店（コーヒーショップ） - 2014年1月29日閉店[22]
- サンクス ゲントヨコハマ店（コンビニエンスストア） - 2014年12月31日閉店

#### 途中から入ったテナント
- パールレディ 横浜GENTO店（クレープ・ドリンク・アイスクリーム） - ヨーゲンフルーツ跡地に2007年開店、2014年12月31日閉店
- みなとみらいビアガーデン（カフェ・バー/ビアガーデン）[注 3] - Blenz Coffee跡地にて期間限定（2014年4月[23]〜2015年1月25日）営業

## ギャラリー

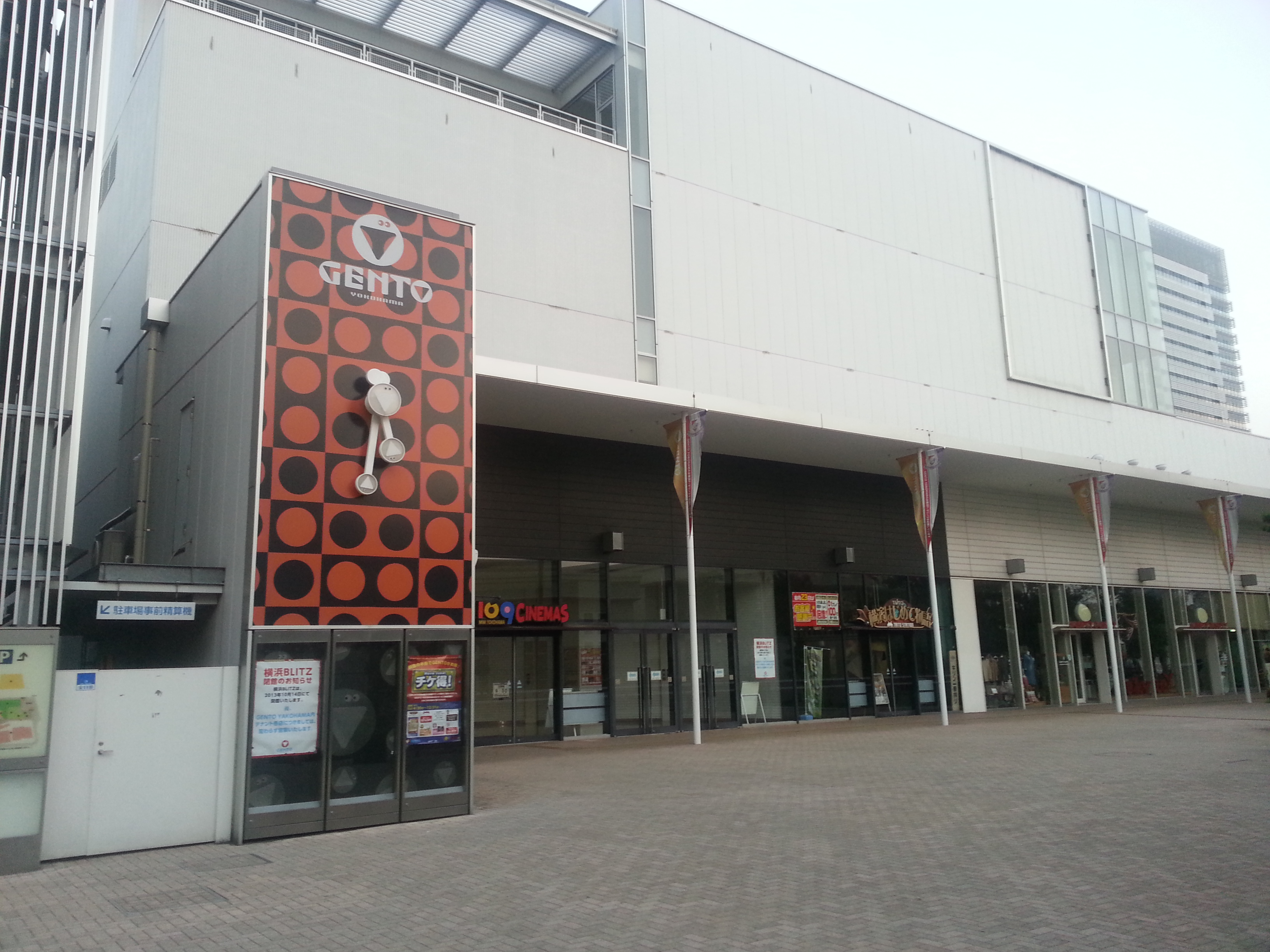
グランモール軸（歩行者動線）側 （2013年9月22日撮影）
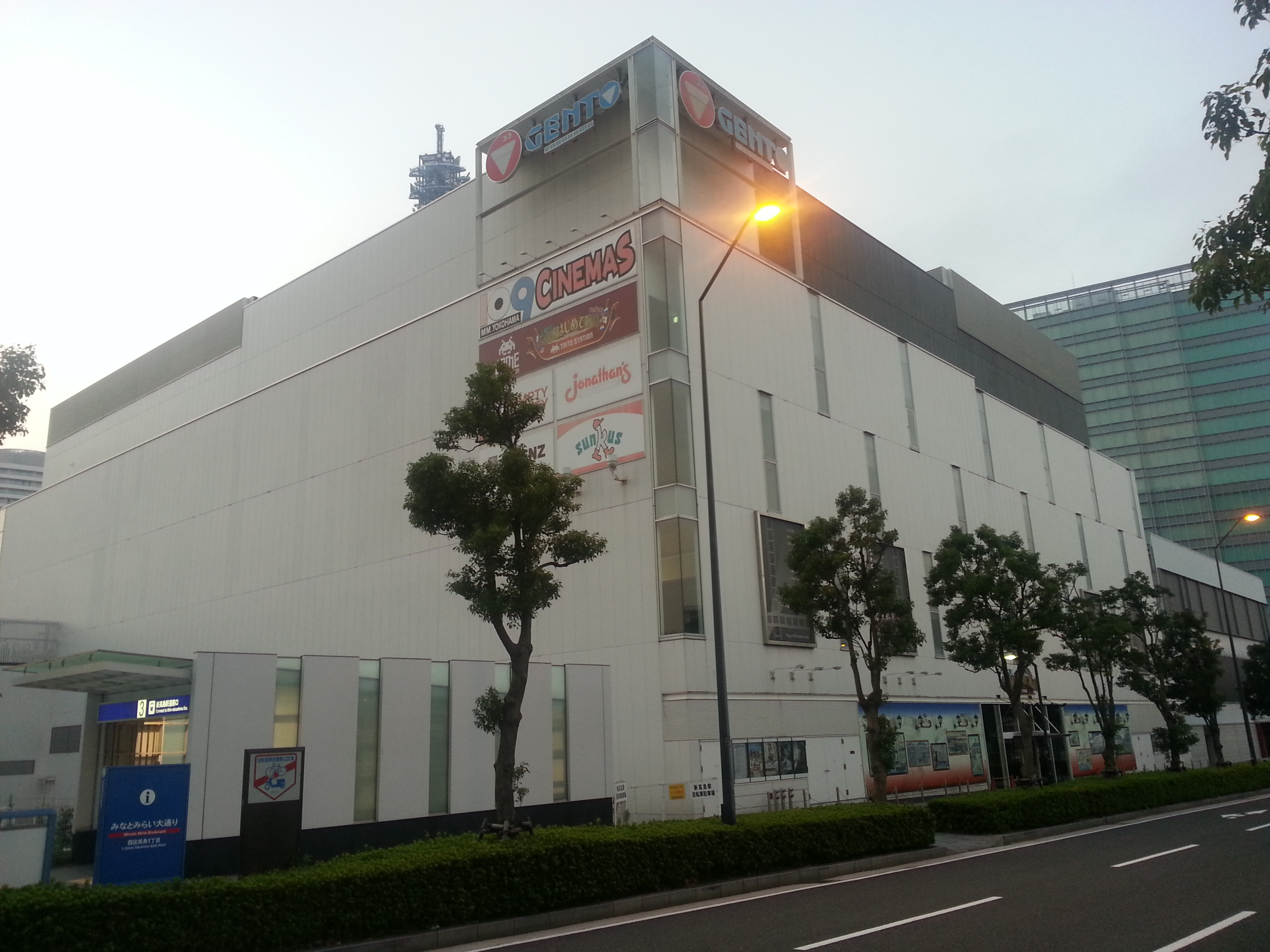
みなとみらい大通りからの外観 （2013年9月22日撮影）
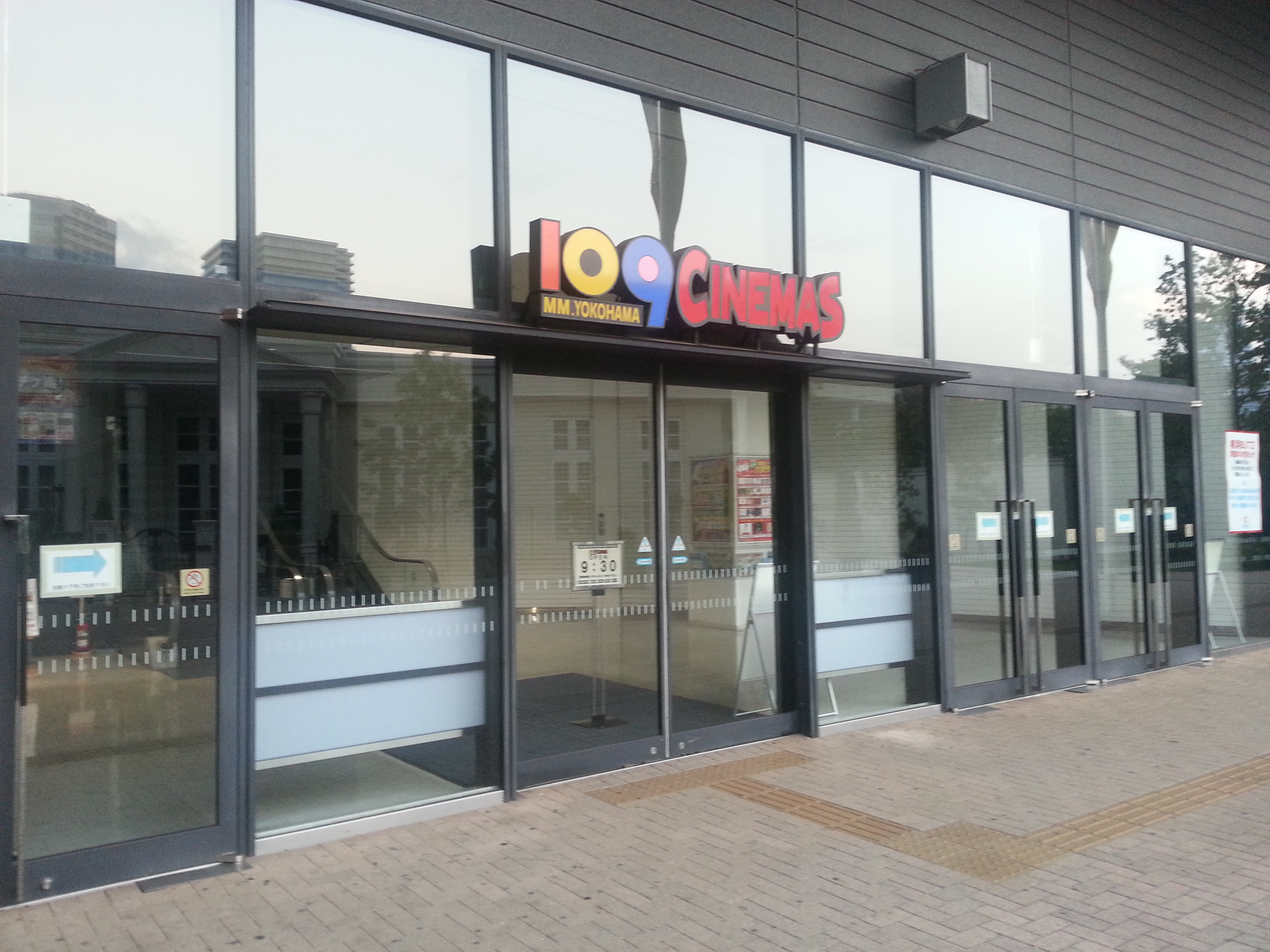
109シネマズの出入り口（グランモール軸側） （2013年9月22日撮影）
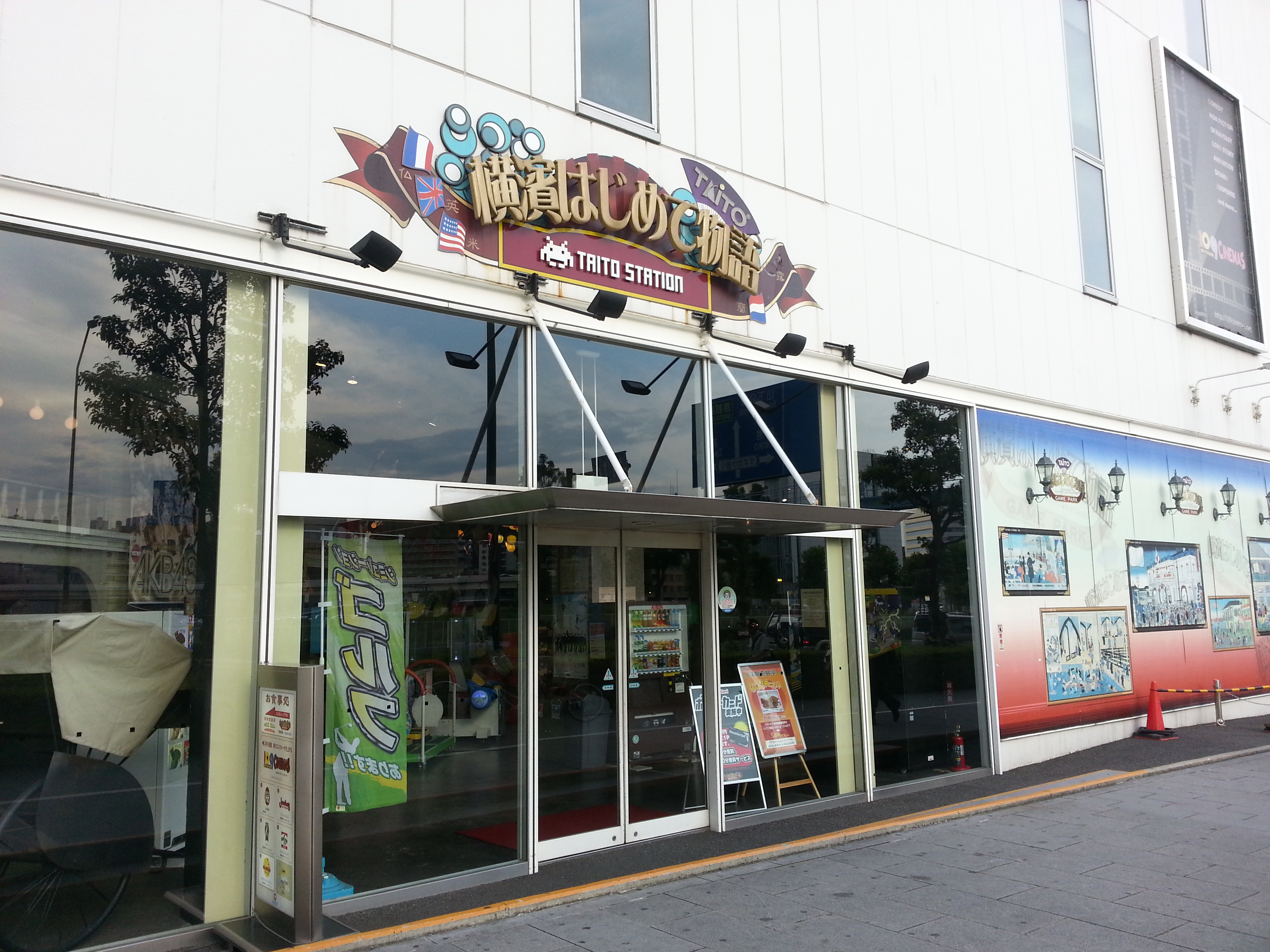
横濱はじめて物語の出入り口（みなとみらい大通り側） （2013年7月19日撮影）
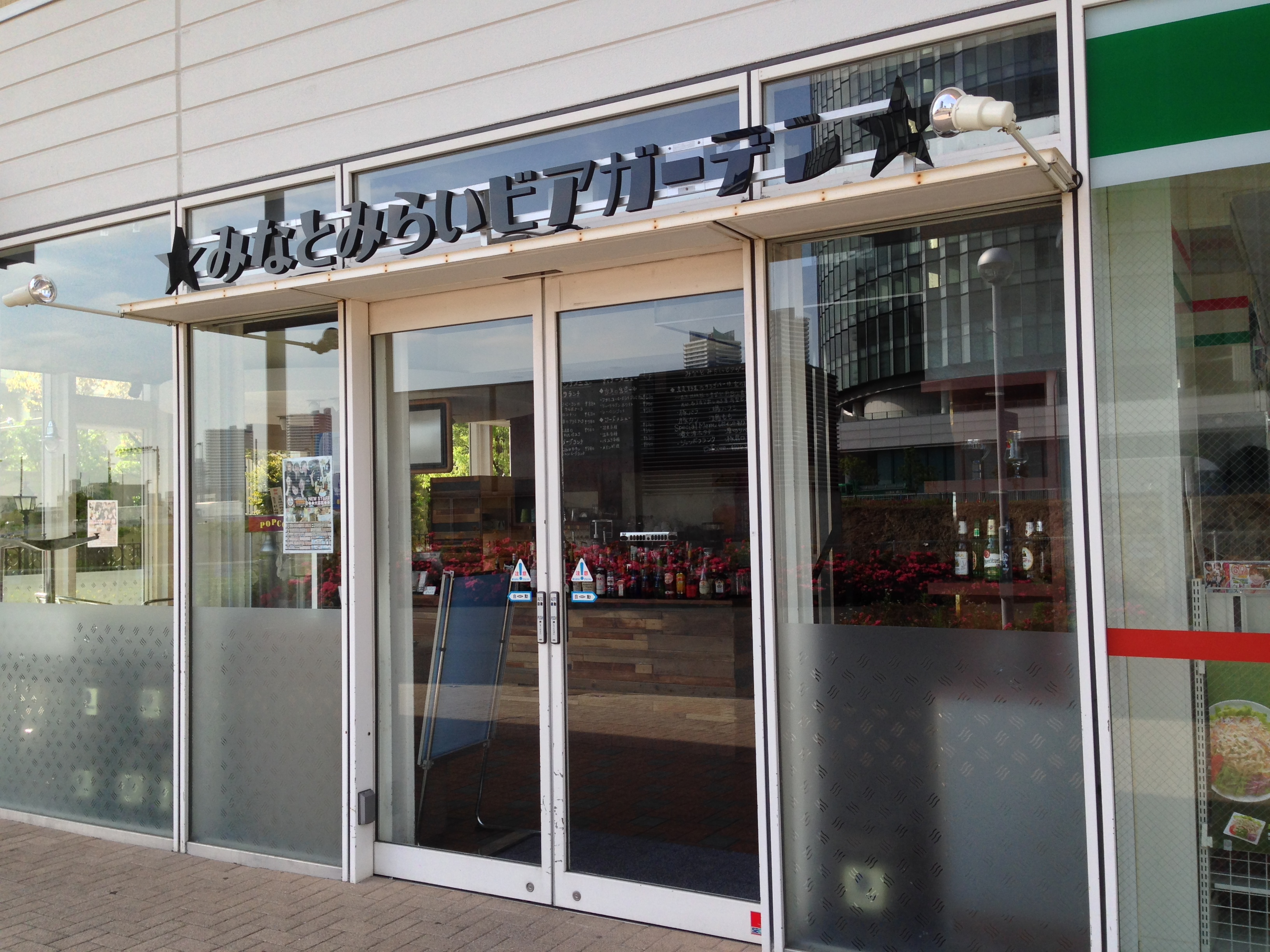
みなとみらいビアガーデン （2014年5月19日撮影）
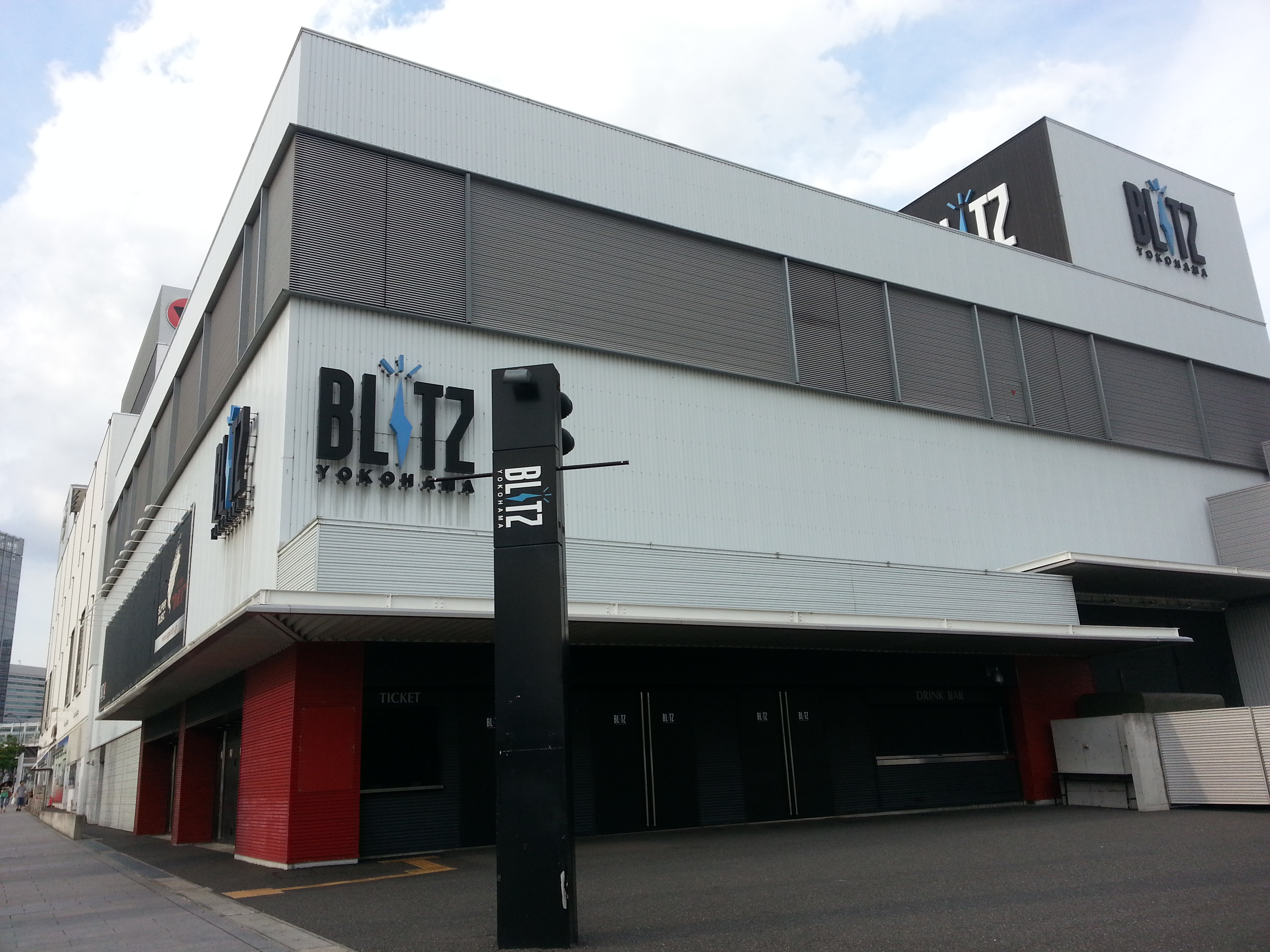
閉鎖前の横浜BLITZ （2013年7月19日撮影）
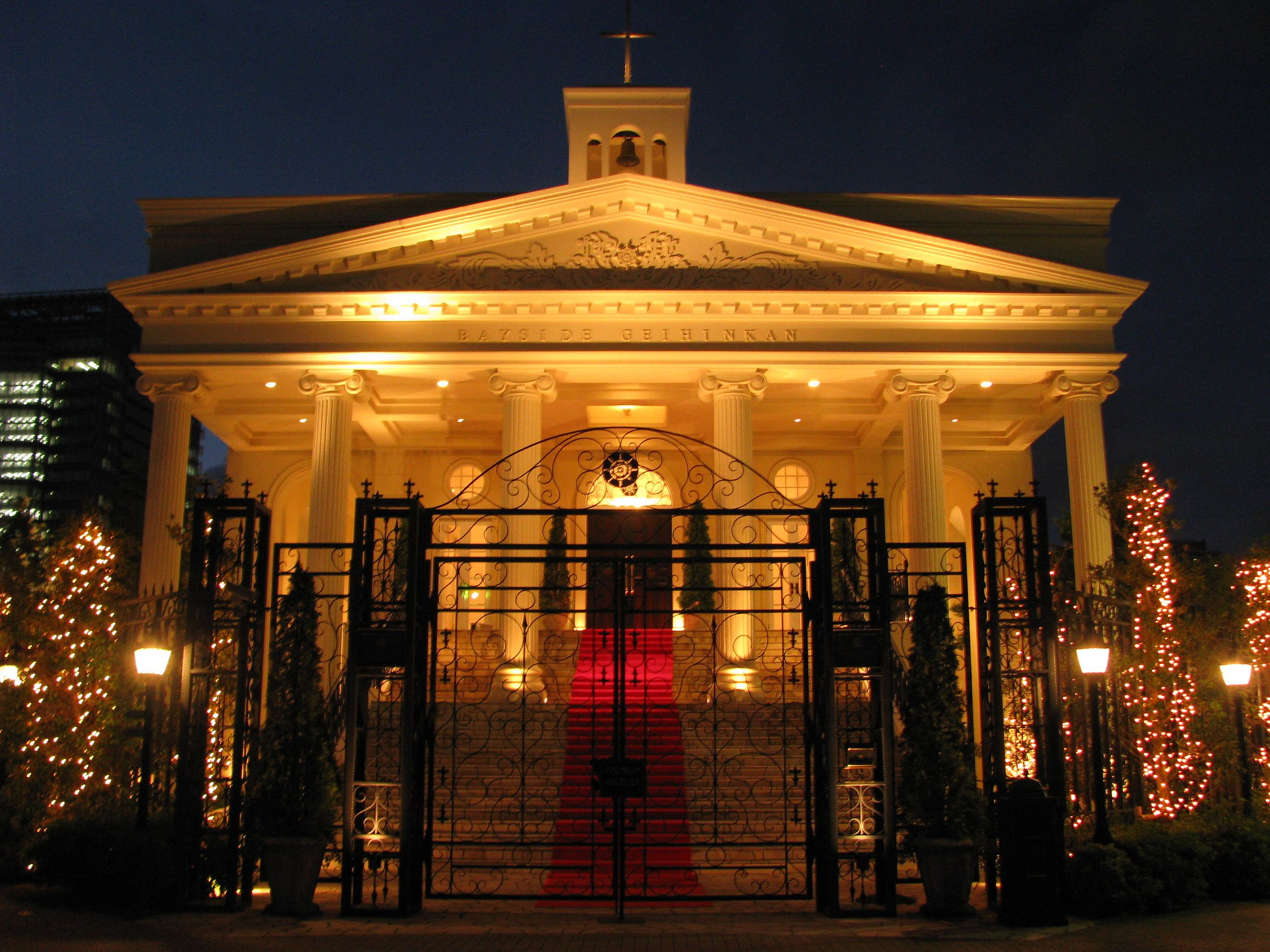
ベイサイド迎賓館 （2011年9月17日撮影）

## 所在地・交通
神奈川県横浜市西区みなとみらい5-1
- 横浜高速鉄道みなとみらい線新高島駅下車（4番出口）すぐ
- 横浜駅東口より徒歩約7分

## 閉鎖後の土地利用

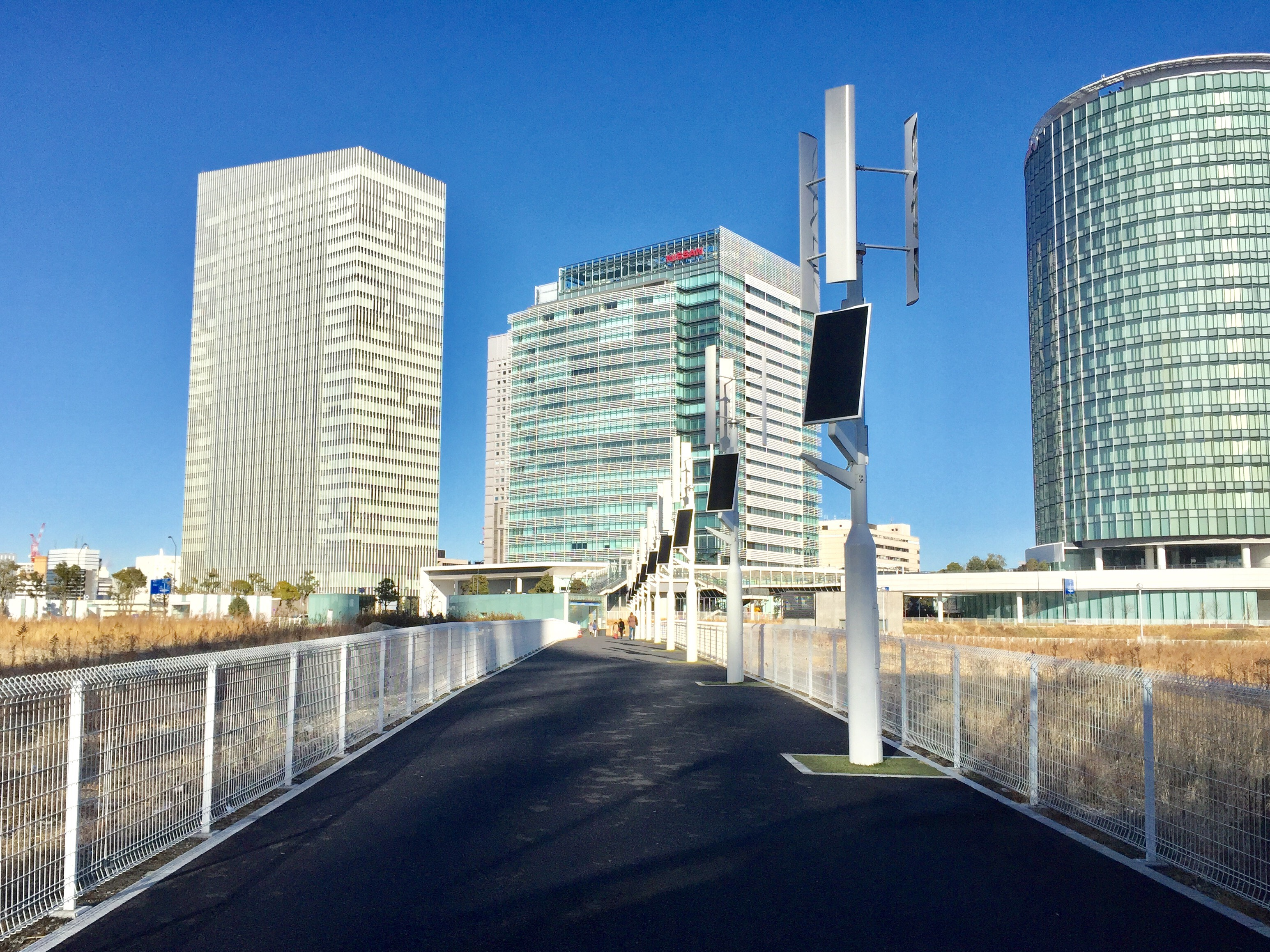
跡地に整備された53街区の暫定歩行者通路（2017年2月11日撮影）

当施設の建物は閉鎖より1ヶ月以上が経過した2015年3月〜5月にかけて解体されている。跡地（53街区）については横浜市に返還され、新たな開発事業者の公募を同市が同年8月より実施。その後、2019年3月には大林組などによるオフィス・ホテル・商業施設・オープンイノベーションスペースなどからなる複合開発（2棟）の計画が決定した（2022年8月に開発街区の名称を「横浜シンフォステージ」に決定、2024年3月完成）。
53街区敷地内の暫定通路
すずかけ通り歩道橋（グランモール公園方面と接続）手前〜みなとみらい歩道橋（横浜駅方面と接続）手前を結ぶ当施設敷地内の通路（シネマコンプレックス・アミューズメント棟と結婚式場の建物の間にあった通路でグランモール軸の一部、グランモール公園方面から新高島駅に向かう際にも近道となる）についても2015年2月に柵で囲われ通行禁止となり、当施設の解体工事と共に廃止（撤去）された。しかし、その後は53街区敷地内の「暫定歩行者通路」（直線の通路）として、ハイブリッド街路灯（太陽光発電と風力発電を利用し外部電源が不要で蓄電池を内蔵しているため、停電時にも点灯可能）を設置の上で再整備され、2016年3月より供用が開始されていた（※上記の再開発に向けて、2020年5月時点でこの通路は閉鎖済み）。